# Constantin Papanace
Constantin Papanace (n. 15 septembrie 1904, Ano Seli⁠(d), Macedonia și Tracia⁠(d), Grecia – d. 7 aprilie 1985, Salò, Lombardia, Italia) a fost doctor în economie politică, autor, istoric și publicist român de origine aromână, membru al Mișcării legionare.

## Biografie
Descendent al unei familii de aromâni, Constantin Papanace s-a născut la 15 septembrie 1904 în Grecia la Selia, aproape de orașul Veria din provincia Macedonia, regiune cu o numeroasă populație aromânească. Familia (tatăl său Ion, mama sa Ianula și ceilalți nouă frați și surori) și apropiații îi spuneau Costache.
Face studii la Salonic, la Școala Superioară Română, și apoi București, la Academia Comercială, cu specializarea în economie politică și finanțe.
Îl cunoaște pe Corneliu Zelea Codreanu în iulie 1930 când, împreună cu un grup de tineri aromâni, este închis la Văcărești. Este un militant înflăcărat pentru drepturile aromânilor, lipsiți de drepturi în Munții Pindului și hărțuiți de comitagii bulgari care intrau ilegal și desfășurau acțiuni cu caracter belicos în Cadrilater.
Între anii 1932-1933, într-o perioadă de puternică extindere a Mișcării legionare, este căpetenie a Tineretului Legionar Macedonean și prim-consilier al „Căpitanului”, Corneliu Zelea Codreanu.
Este ales deputat de Caliacra pe listele partidului Totul pentru Țară în decembrie 1937.
În 1939, pe timpul exilului legionarilor la Berlin, este membru al comandamentului grupului de acolo. Se opune intenției lui Horia Sima de a pleca în țară cu scopul răsturnării lui Carol al II-lea, moment în care apare conflictul cu viitorul Comandant al Mișcării Legionare.
După victoria legionară din 6 septembrie 1940 este chemat în țară la București, și devine subsecretar de stat în ministerul Finanțelor.
Îl însoțește pe mareșalul Ion Antonescu în vizitele la Roma, 14-16 noiembrie 1940, și Berlin, 19-20 noiembrie 1940.
Pe parcursul guvernării legionare susține o serie de conferințe la radio, împreună cu alte personalități ale regimului, la sugestia lui Nichifor Crainic.
După lovitura de stat a lui Antonescu din ianuarie 1941, Papanace se distanțează din nou de Horia Sima, în perioada detenției la Berkenbrück, atunci când Comandantul Gărzii de Fier pleacă la Roma pentru a solicita sprijinul lui Mussolini.
Nu este de acord cu acțiunile lui Horia Sima de constituire a Guvernului de la Viena și a Armatei Naționale, în 1944.
Se retrage în exil la Salò, în Italia. Aici se căsătorește cu Zoița Simu, și ea aromâncă din Veria. Rămâne văduv în 1977 și moare, tot la Salò, locul unde și-a trăit jumătate din viață, în vârstă de 80 de ani, la 7 aprilie 1985, într-o zi de Florii. A fost îngropat la 11 aprilie (Joia Mare a acelui an), slujba de înmormântare fiind celebrată de preotul Dumitru Emanoil Popa (de la Freiburg, Germania), asistat de preotul Mircea Domitriu.

## Personalitatea lui Constantin Papanace
Mareșalul Ion Antonescu, care l-a invitat să facă parte din guvern, spunea despre el: „Papanace are mintea limpede și judecata dreaptă. Să-l ascultăm!”
A fost un om de mare cultură. Cunoștea opt limbi. De asemenea, acesta s-a remarcat printr-o inteligență ridicată. 

## Activitatea publicistică
Fondează publicațiile: Graiul (1932), Bucium (1933) și Armatolii („foaie de luptă aromânească”, în 1940, împreună cu profesorul Nicolae Caranica și cu medicul Ionel Zeana).
În 1950, fondează în exil, cu ajutorul lui Nicolae Bujin, la Roma în Italia, colecția „Biblioteca Verde”, publicată la Editura „Armatolii”, sub egida căreia apar 26 de lucrări.
Editează în Italia și Spania:
- Sur la minorité aroumaine (vlachs) dans les Pays Balkaniques, Roma, 1950
- Pro Balcania. Considérations sur l'union balcanique et la solution des problèmes litigieux de ce sécteur éuropéen, Editura Armatolii (colecția „Biblioteca verde” nr.2), Roma, 1951
- La persecution des minorités Aromounes (Valaques) dans les Pays Balcaniques. Le Problème Macédonien, Editura Armatolii (colecția „Biblioteca verde” nr.3), Roma
- Mihai Eminescu – un mare precursor al legionarismului românesc, Editura Armatolii (colecția „Biblioteca verde” nr.4), Roma
- Destinul unei generații. Geneza și urmările lui 10 decembrie 1922, Editura Armatolii (colecția „Biblioteca verde” nr.5), Roma
- Orientări pentru legionari, Editura Armatolii (colecția „Biblioteca verde” nr.6), Roma, 1952 - cuprinde mai multe studii, între care și unul intitulat „Spre o democrație social-creștină”, în care el „preconizează o democrație bazată pe principul dragostei creștine, care pusă pe balanța justiției, echilibrează cele două principii: autoritatea și libertatea.” (cf. N. Constantinescu, loc.cit.)
- Justice pour les Aromounes (Valaques), Editura Armatolii (colecția „Biblioteca verde” nr.7), Roma, 1952
- Martiri legionari (Evocări), Editura Armatolii (colecția „Biblioteca verde” nr.8), Roma, 1952
- Orientări politice în primul exil (1939-1940), Editura Armatolii (colecția „Biblioteca verde” nr.9), Roma
- Identitatea unor nume patronimice la italieni și aromâni, Editura Armatolii (colecția „Biblioteca verde” nr.11), Roma
- L'origine et la conscience nationale des Aroumains (la terreur grecque en Macédoine), Editura Armatolii (colecția „Biblioteca verde” nr.12), Roma, 1955
- Jurnalu Makedonia  N° 9, 1955) - tratează despre problema aromânească, în patru limbi: franceză, engleză, germană, italiană
- Le droit d'asile politique et le problème des minorités ethniques opprimées, Editura Armatolii (colecția „Biblioteca verde” nr.13), Roma, 1956 - conferință ținută la VIe Congrès de l'Union Fédéraliste des Communautés Européennes (17-20 mai 1956, Faakersee, Austria)
- Considerații asupra trecului macedo-românilor și a dialectului lor, Freiburg, Biblioteca Română, 1952
- Evocări, în „Colecția Dacoromania”, Madrid, 1965, 192 pagini
- Fără Căpitan
- Diversity  in  unity of  the  Balkans, în: „Balkania” - St. Louis Mass. U.S.A., 1967
- Die  aromunische  Volksgruppe  in  den Balkanlànder, în: „Handbuch der europaischen Volksgruppen” - Wien (1970)
- Neubau im Balkanraum, în: „Nation Europa”, Coburg
- Geneza și evoluția conștiintei naționale la macedo-români, Ed. Brumar, București, 1995
- Reflecții asupra destinului istoric și politic al aromânilor - scrisă la Tagliacozzo, 1 ianuarie 1947, și publicată la Editura CRATER, București, 1996

Editează două volume din Albumul aromânesc:
- Noulu Album Aromânescu (Macedo-român), vol.I, 372 p., anul 1955 - tipărit cu ocazia a 75 de ani de la publicarea primului Album aromânesc (Sutsata Aromânjlor di  Bucureshti, 1880). În acest volum Papanace însuși publică studiul „Fermentul Aromân în Sud-Estul european”
- Noulu Albu Aromânescu (Macedo-Român), vol.II, 408 p., anul 1956, unde publică studiul: „Geneza și evoluția conștiinței etnice la Aromâni. Redeșteptarea lor națională. Studiu istorico-politic”

A publicat 35 de lucrări cu caracter istoric și de doctrină legionară.